# Betonschleuse

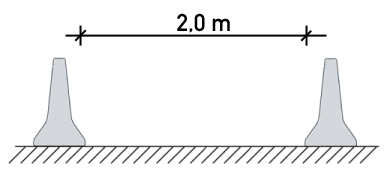
Schnittzeichnung einer Betonschleuse mit einer lichten Weite von 2,0 Metern.

Der Begriff Betonschleuse beschreibt eine bauliche Verengung eines Fahrstreifens mit Hilfe von Betonschutzwänden. Die Schleuse wird derart gestaltet, dass nur eine schmale Durchfahrtsbreite für den fließenden Verkehr zur Verfügung steht. Auf diese Weise sollen größere Fahrzeuge, insbesondere der Schwerlastverkehr, wirkungsvoll von der Durchfahrt abgehalten werden. Eine entsprechende Beschilderung weist die Fahrzeugführer im Vorfeld auf die Schleuse hin und nennt eine Ausweichstrecke.
Der Einsatz und die Wirkung von Betonschleusen sind äußerst umstritten. Im Jahr 2008 wurde im Raum Kassel mehrere Betonschleusen eingerichtet, um den Schwerlastverkehr von der baufälligen Fuldatalbrücke Bergshausen fernzuhalten. Nachdem sich zahlreiche schwerwiegende Unfälle in den Betonschleusen ereigneten, reagierte die Behörde und baute die Betonschleusen wieder ab.

## Anwendung
In Deutschland wurden Betonschleusen an folgenden Stellen für die Dauer weniger Monate im Jahr 2008 verwendet:
- Bundesautobahn 7 rund um das Autobahndreieck Kassel-Süd
- Bundesautobahn 44 auf Höhe des Autobahnkreuzes Kassel-West

## Problematik
Die Betonschleusen wurden mit einer lichten Weite von etwa zwei Metern eingerichtet, die Mindestfahrstreifenbreite von 2,75 m wurde damit deutlich unterschritten. Oft unterschätzten Fahrzeugführer die tatsächliche Breite ihrer Fahrzeuge oder ignorierten bzw. übersahen die Beschilderung im Vorfeld. Aufgrund der starren und massiven Konstruktionsweise der Betonschleuse blieben viele Fahrzeugen daraufhin stecken oder überschlugen sich sogar. Die Bergung dieser Fahrzeuge gestaltete sich aufgrund der engen Fahrstreifen sehr aufwendig. Zudem ereigneten sich Auffahrunfälle, wenn ein Fahrzeug in der Schleuse verunglückte.
Nachdem sich zahlreiche Unfälle ereignet hatten und ein Verkehrsteilnehmer tödlich verunglückte, ordnete die zuständige Behörde den Abbau der Betonschleusen an.